# Демократична партія албанців
Демократична партія албанців (алб. Partia Demokratike Shqiptare, мак. Демократската партија на Албанците) або ДПА —  політична партія етнічних албанців у Республіці Македонія.

## Історія

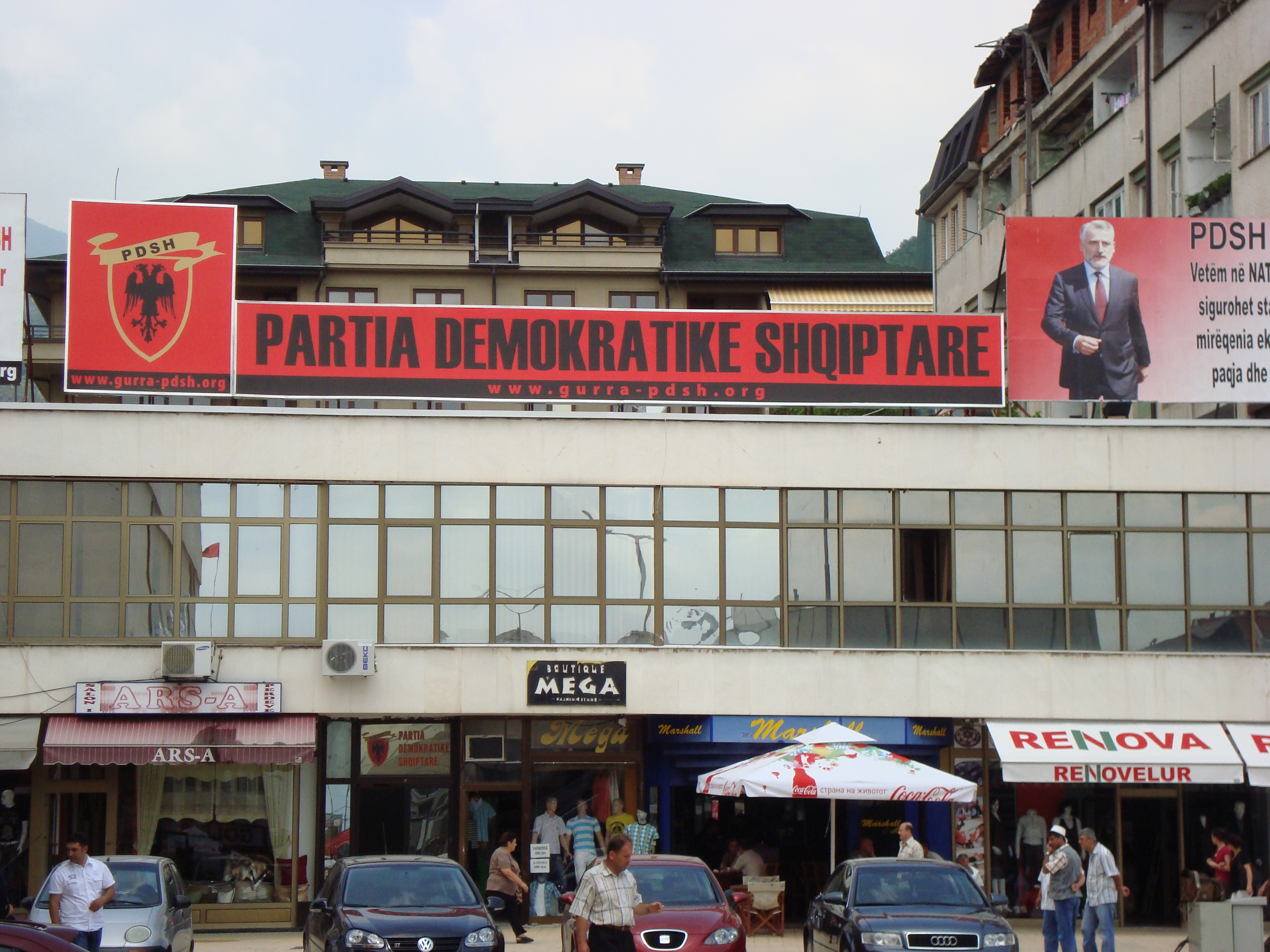
Штаб-квартира ДПА у Тетово

Була заснована у червні 1997 року при об'єднанні Партії демократичного процвітання албанців (ПДПА) і Народної демократичної партії (НДП). ПДПА була радикальним крилом Партії демократичного процвітання (ПДП), яке відокремилось у 1994 році через розбіжності албанських еліт.

## Вибори
У 1998–2002 роках ДПА входила до коаліційного уряду на чолі з ВМРО-ДПМНЄ. У 2002 році ДПА отримала 5,2% голосів і 7 мандатів у Парламенті і перейшла в опозицію. У 2006 році ДПА отримала 7,5% голосів і 11 мандатів і повторно увійшла до уряду. На парламентських виборах 2011 року ДПА отримала 66 315 (5,9%) голосів і 8 депутатських мандатів.

## Лідери
Першим лідером ДПА був Арбен Джафері, якого 30 червня 2007 змінив Мендух Тачі.